# Gheorghe Fiat
Gheorghe Fiat (n. 14 ianuarie 1929, Reșița, România – d. 22 august 2010, Craiova, România) a fost un boxer român, laureat cu bronz la Helsinki 1952.

## Distincții
- Ordinul Muncii cl. a II-a (19 noiembrie 1952) pentru rezultatele obținute la Jocurile Olimpice de vară de la Helsinski[1]